# 163

## Esdeveniments
- Artàxata (Armènia): El general Marc Estaci Prisc, enviat per l'emperador romà Marc Aureli, ocupa la ciutat, fa fugir el rei Pacoros i restableix el rei Sohemus.
- Aquileia (Itàlia): Els romans rebutgen la invasió dels quades.
- Roma: Galè de Pèrgam, el metge, arriba a la ciutat.